# Джанет Наполітано
Джанет Енн Наполітано (англ. Janet Ann Napolitano; нар. 29 листопада 1957, Нью-Йорк, США) — американський політик. Губернатор Аризони з 2002 до 2009, третя жінка-губернатор в історії штату, належить до Демократичної партії.

## Біографія
Вона народилася в Нью-Йорку в родині італійського походження, є методистом.
У листопаді 2005 року журнал Time визнав її як один з п'яти найкращих губернаторів в США. У лютому 2006 року TheWhiteHouseProject.org вніс її до списку з восьми жінок, які потенційно могли б балотуватися на посаду президента на президентських виборах 2008 року.
2009 року вона склала присягу як міністр внутрішньої безпеки в адміністрації Барака Обами. У вересні 2013 року очолила Університету Каліфорнії.